# Mieczysław Kotlarczyk
Mieczysław Kotlarczyk (ur. 6 czerwca 1908 w Wadowicach, zm. 21 lutego 1978 w Krakowie) – polski reżyser teatralny, aktor, dramaturg i krytyk literacki, pedagog; twórca Teatru Rapsodycznego. Od 1931 kierował w Wadowicach stałym Teatrem Powszechnym.
Mieczysław Kotlarczyk był mistrzem i nauczycielem teatralnym Karola Wojtyły (późniejszego papieża Jana Pawła II), z którym łączyła go wieloletnia przyjaźń.

## Życiorys
W lipcu 1941 Kotlarczyk wraz z żoną przeniósł się, w obawie przed represjami ze strony niemieckich okupantów do Krakowa. Przyjaciele załatwili mu pracę konduktora tramwajowego, a dwupokojowe mieszkanie przy ulicy Tynieckiej udostępnił Karol Wojtyła. 22 sierpnia 1941 Mieczysław Kotlarczyk stworzył konspiracyjny Teatr Rapsodyczny. Jego działalność rozpoczęła się od prób nad Królem-Duchem Słowackiego. Ważny wkład w kształtowanie się i działalność tego teatru wniósł aktor i początkujący dramaturg Karol Wojtyła.
Był wykładowcą krakowskich szkół teatralnych: Studia Aktorskiego przy Starym Teatrze (1945–1946), Państwowej Wyższej Szkoły Aktorskiej (1950–1955) oraz Państwowej Wyższej Szkoły Teatralnej im. Ludwika Solskiego (1955–1957). W latach 1959–1967 dyrektor naczelny i artystyczny Teatru Rapsodycznego w Krakowie.
W styczniu 1976 roku został sygnatariuszem listu osób protestujących przeciwko zmianom w Konstytucji Polskiej Rzeczypospolitej Ludowej (tzw. List 59).
Kotlarczyk został pochowany na Cmentarzu Salwatorskim, a mowę nad trumną wygłosił kardynał Karol Wojtyła.
7 listopada 2007, podczas uroczystości w budynku Państwowej Wyższej Szkoły Teatralnej w Krakowie został pośmiertnie odznaczony przez ministra kultury i dziedzictwa narodowego Kazimierza Michała Ujazdowskiego Złotym Medalem „Zasłużony Kulturze Gloria Artis”.

## Odznaczenia i nagrody
- Złoty Krzyż Zasługi (1960)
- Złoty Medal „Zasłużony Kulturze Gloria Artis” (2007, pośmiertnie)
- Złota Odznaka „Za zasługi dla Krakowa” (1965)
- Nagroda im. Włodzimierza Pietrzaka za twórczy wkład w polską kulturę teatralną, ze szczególnym uwzględnieniem pionierskiej zasługi scenicznej adaptacji i realizacji kilkudziesięciu niescenicznych arcydzieł literatury polskiej i światowej (1961)